# مجموعة أصدقاء ليبيا
مؤتمر أصدقاء ليبيا هو تجمع دولي تأسس لدعم المجلس الوطني الانتقالي الليبي في جهوده الرامية للإطاحة بنظام معمر القذافي في ليبيا. وقد استضافته دول غربية ودول أعضاء في جامعة الدول العربية، وأُطلِق عليه العديد من الأسماء، مثل مجموعة الاتصال بشأن ليبيا ومجموعة الاتصال الدولية بشأن ليبيا.

## التشكيل
تشكلت مجموعة الاتصال بعد مؤتمر لندن حول ليبيا في مارس عام 2011. وضمَّ المؤتمر الأمين العام للأمم المتحدة، بان كي مون، وعددًا من المبعوثين رفيعي المستوى من جامعة الدول العربية والدول الأوروبية، ووزيرة الخارجية الأمريكية، هيلاري كلينتون، وممثلين من حلف الناتو. وكان قد سبق عقد مباحثات مع قادة المجلس الوطني الانتقالي، مثل محمود جبريل، لكنهم لم يحضروا المؤتمر.

## مجموعة الاتصال
عُقِدت الاجتماعات الثلاثة الأولى لهذه المجموعة في الدوحة، وروما وأبو ظبي.
وفي الاجتماع الرابع، الذي عُقِد في إسطنبول في يوليو عام 2011، وحضرته وزيرة الخارجية الأمريكية، هيلاري كلينتون، أعلنت مجموعة الاتصال اتفاق المشاركين فيها على التعامل مع المجلس الوطني الانتقالي الليبي، وهو التحالف الرئيسي للقوات المقاومة للقذافي، باعتباره «السلطة الحاكمة الشرعية في ليبيا».
وكان من المزمع عقد الاجتماع الخامس في نيويورك في شهر سبتمبر، لكن الأحداث في طرابلس أجبرت أعضاء مجموعة الاتصال على الاجتماع مرة أخرى في إسطنبول اجتماعًا فوق العادة يوم 25 أغسطس لوضع خارطة طريق لبناء «ليبيا الجديدة».
أشادت مجموعة الاتصال بشأن ليبيا بالتقدم الذي أحرزه الشعب الليبي، والمجلس الوطني الانتقالي، وقوات الناتو. وشددت على أهمية الدعم المتواصل من كافة الكيانات لبناء ليبيا حرة ديمقراطية.

## أصدقاء ليبيا
في الاجتماع الذي عُقِد في 1 سبتمبر عام 2011 في باريس، تم حلَّ مجموعة الاتصال وحلت محلها مجموعة اتصال دولية جديدة تُسمَى «أصدقاء ليبيا».
وعُقِد مؤتمر أصدقاء ليبيا الثاني يوم 20 سبتمبر عام 2011 في مدينة نيويورك.

## الأعضاء

### الدول
| - أستراليا - البحرين - بلجيكا - بلغاريا - كندا - الدنمارك - فرنسا | - ألمانيا - اليونان - إيطاليا - اليابان - الأردن - الكويت - لبنان | - ليبيا (المجلس الوطني الانتقالي) - لوكسمبورغ - مالطا - المغرب - هولندا - النرويج - بولندا | - قطر - إسبانيا - السويد - تركيا - الإمارات العربية المتحدة - المملكة المتحدة - الولايات المتحدة |

بلجيكا، ولوكسمبورغ، وهولندا تشاركوا في مقعد بنلوكس بالتناوب. وعقدت الدانمارك، والنرويج، والسويد اتفاقًا مشابهًا بحيث تشاركت في مقعد دول الشمال بالتناوب.

#### المراقبون
| - الجزائر - البرازيل - قبرص - مصر - إثيوبيا - الكرسي الرسولي (مدينة الفاتيكان) - الهند - الصين | - البرتغال - رومانيا - السنغال - جنوب أفريقيا - كوريا الجنوبية - السودان - تونس - أوكرانيا |

تولت بلغاريا، في البداية، مهمة المراقب، لكنها صارت عضو كاملاً منذ المؤتمر الذي عُقِد في شهر يونيو في أبو ظبي. أما جنوب أفريقيا، فقاطعت الاجتماع الذي عُقِد في شهر سبتمبر في باريس.

### المنظمات الدولية
- الجامعة العربية
- الاتحاد الأوروبي
- ناتو
- الأمم المتحدة

#### المراقبون
- الاتحاد الإفريقي
- البنك الدولي

تولت جامعة الدول العربية، ومجلس التعاون الخليجي، ومنظمة التعاون الإسلامي، في البداية، مهمة المراقب. لكن صارت هذه الجهات أعضاء كاملين في المؤتمر بدءاً من يوم 29 يوليو.

### الاجتماع الأخير في باريس
دعا الرئيس الفرنسي نيكولاس ساركوزي العديد من الدول الجديدة ومنظمة دولية واحدة في الاجتماع الأخير لمجموعة الاتصال بشأن ليبيا:
| - البوسنة والهرسك - تشاد - كولومبيا - الغابون - العراق - مالي - موريتانيا | - النيجر - نيجيريا - روسيا - السعودية - سويسرا - الاتحاد من أجل المتوسط |

تغيبت نيجريا والسعودية عن الحضور، كما جاء في التقارير.

## وصلات خارجية
- CONTACT GROUP ON LIBYA: ROME MEETING – PARTICIPANTS LIST
- Libya Contact Group: Chair's statement
- Co-Chairs’ Statement
- Appendix
- Libya Contact Group meeting concludes
- Fourth meeting of the Libya Contact Group held in فstanbul نسخة محفوظة 9 أبريل 2015 على موقع واي باك مشين.
- United Nations Security Council Report